# Nécropole nationale de la Cote-80 (Étinehem-Méricourt)
La nécropole nationale de la Cote-80 est un cimetière militaire de la Première Guerre mondiale, situé sur le territoire de la commune d'Étinehem-Méricourt, dans le département de la Somme, à l'est d'Amiens.

## Localisation
Visible de loin grâce au drapeau français hissé au sommet d'un haut mât, elle est située à 3 km au nord d'Etinehem ; on y accède par une allée gazonnée d'une centaine de mètres bordée par des plots blancs.

## Historique
La nécropole a été créée au cours de la Grande Guerre et a été réaménagée en 1923. On y a rassemblé les dépouilles de soldats français provenant des cimetières de Méricourt-sur-Somme et d'Etinehem. La plupart des corps inhumés sont ceux de soldats morts des suites de leurs blessures à l'hôpital militaire installé dans la commune au cours de la bataille de la Somme. C'est dans cet hôpital que Georges Duhamel était chirurgien, au mois août 1916. 

## Caractéristiques
Le cimetière a une superficie de 0,42 ha et compte 1 004 dépouilles de soldats qui reposent tous dans des tombes individuelles. Parmi eux, se trouvent 49 soldats du Commonwealth dont : 19 Britanniques, 29 Australiens et 1 Canadien. 

### Galerie

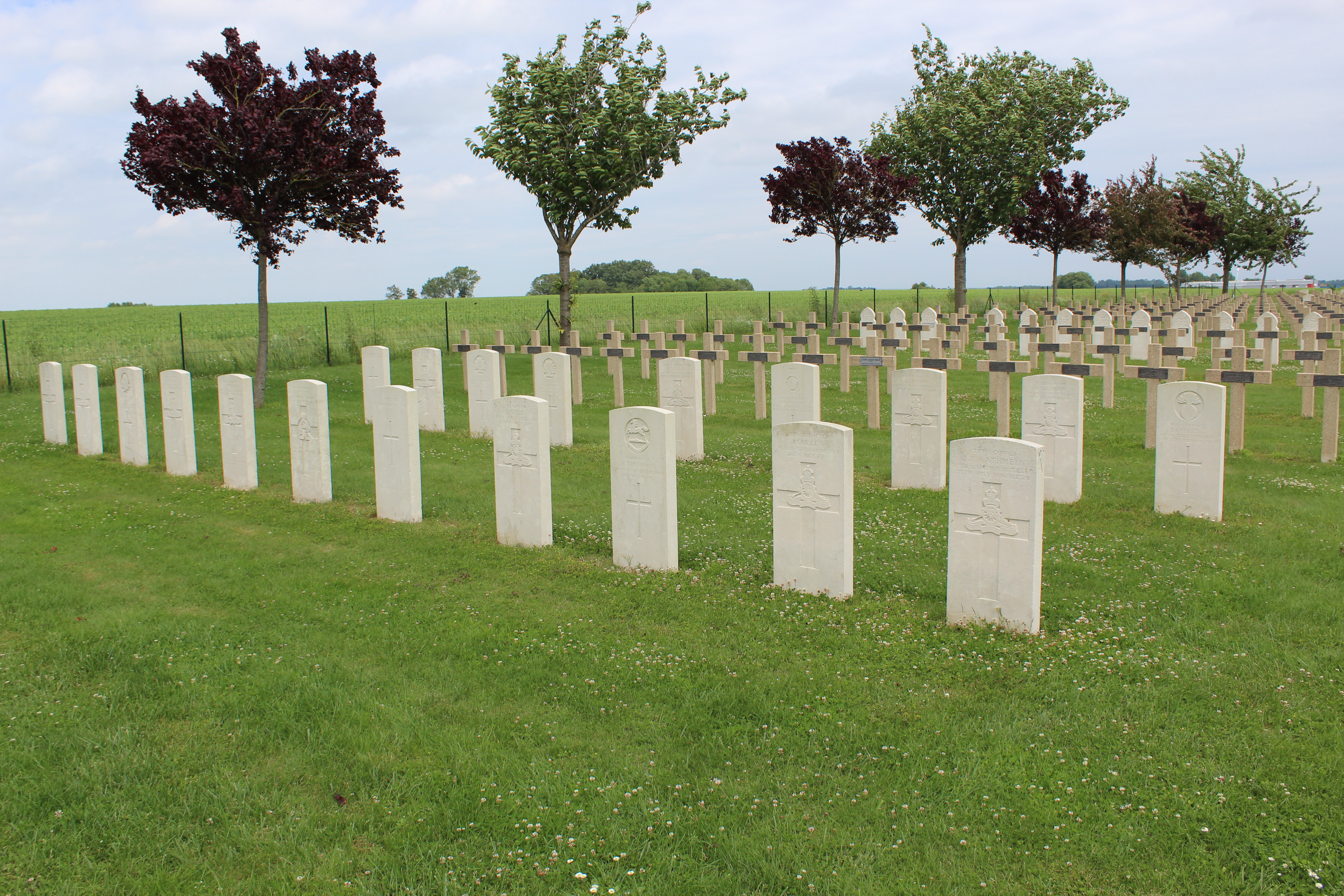
Tombes de soldats britanniques.
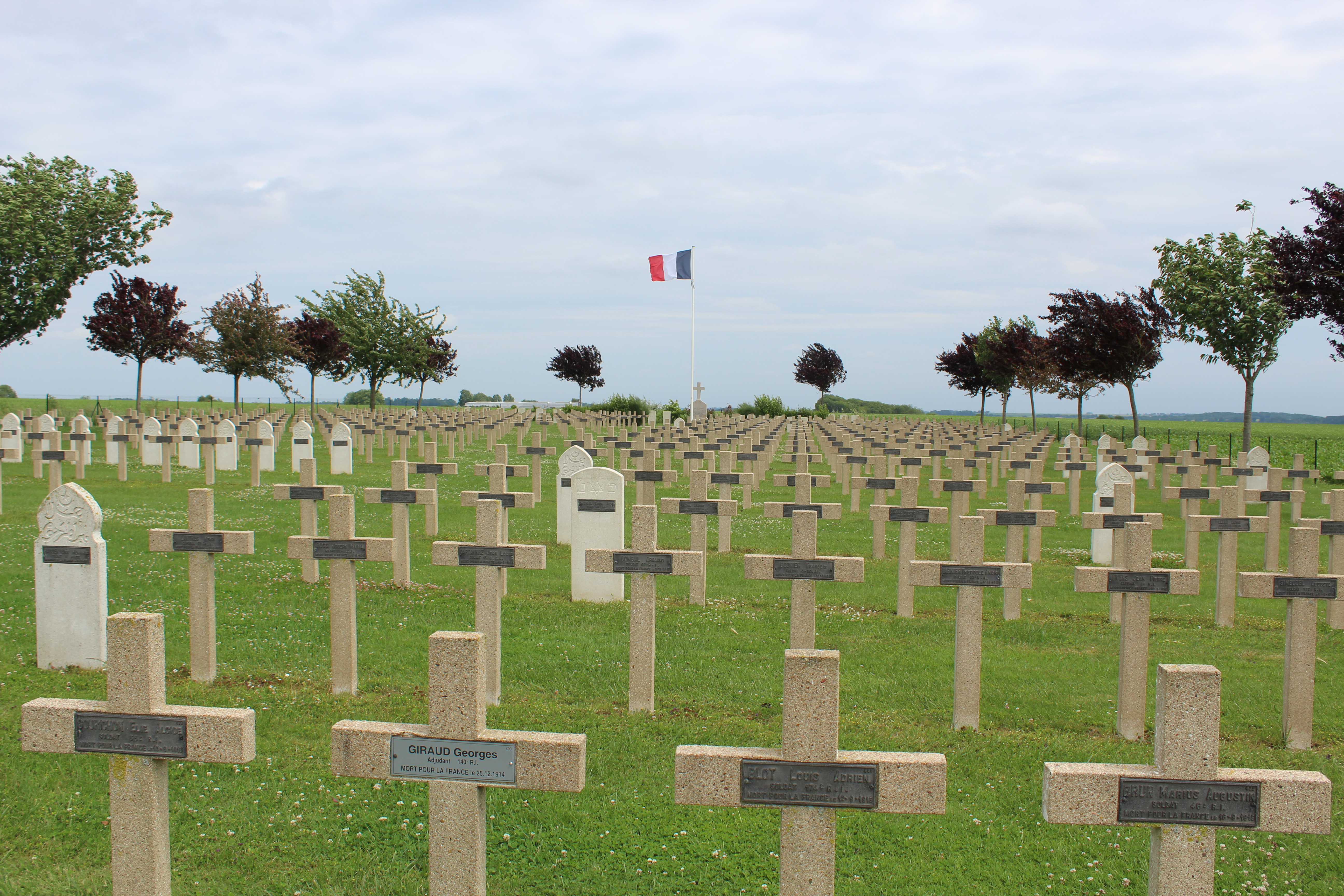
Tombes des soldats français.

## Sépultures
| Pays        | Sépultures |
| ----------- | ---------- |
| France      | 955        |
| Royaume-Uni | 19         |
| Australie   | 29         |
| Canada      | 1          |
| Total       | 1004       |

## Pour approfondir